# Cupolă

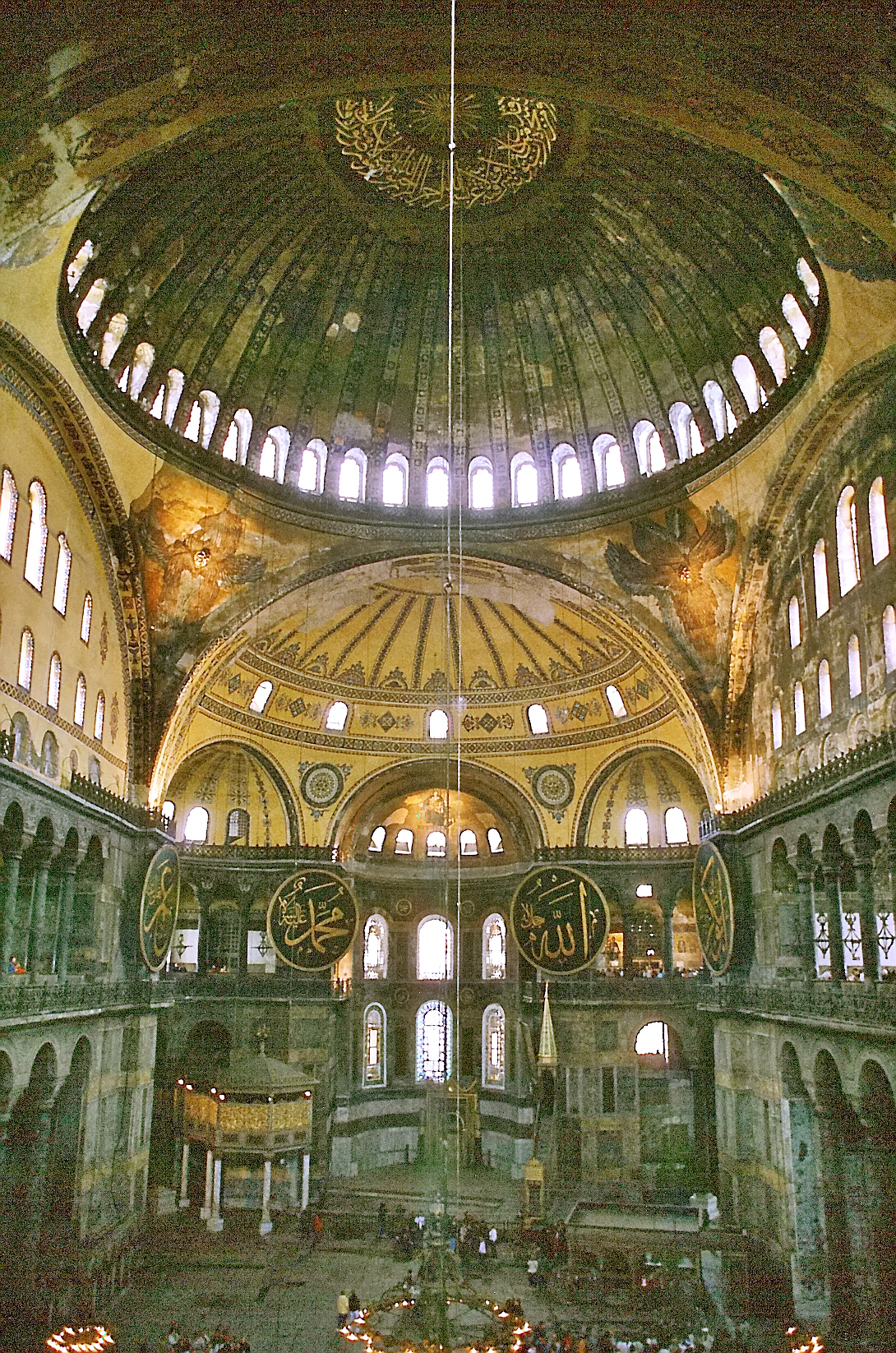
Interiorul cupolei catedralei Sfânta Sofia din Istanbul

Cupola (sau domul) este o structură arhitecturală care constituie acoperământul unui edificiu.
Forma sa poate fi circulară, poligonală sau eliptică, în funcție de planul clădirii.
Modul în care lumina pătrunde în cupole poate să reprezinte o diferență suplimentară între aceste structuri.
Cupola răsăriteană (și cea bizantină) capătă lumină și aer prin ferestre situate la baza elementului de acoperământ. 
Cupola occidentală, în schimb, este caracterizată de o lumină zenitală, care pătrunde printr-un ocul (sau lanternou) situat în partea cea mai înaltă a structurii, distribuindu-se uniform în spațiul interior, datorită suprafețelor curbe ale cupolei.

## Galerie de imagini

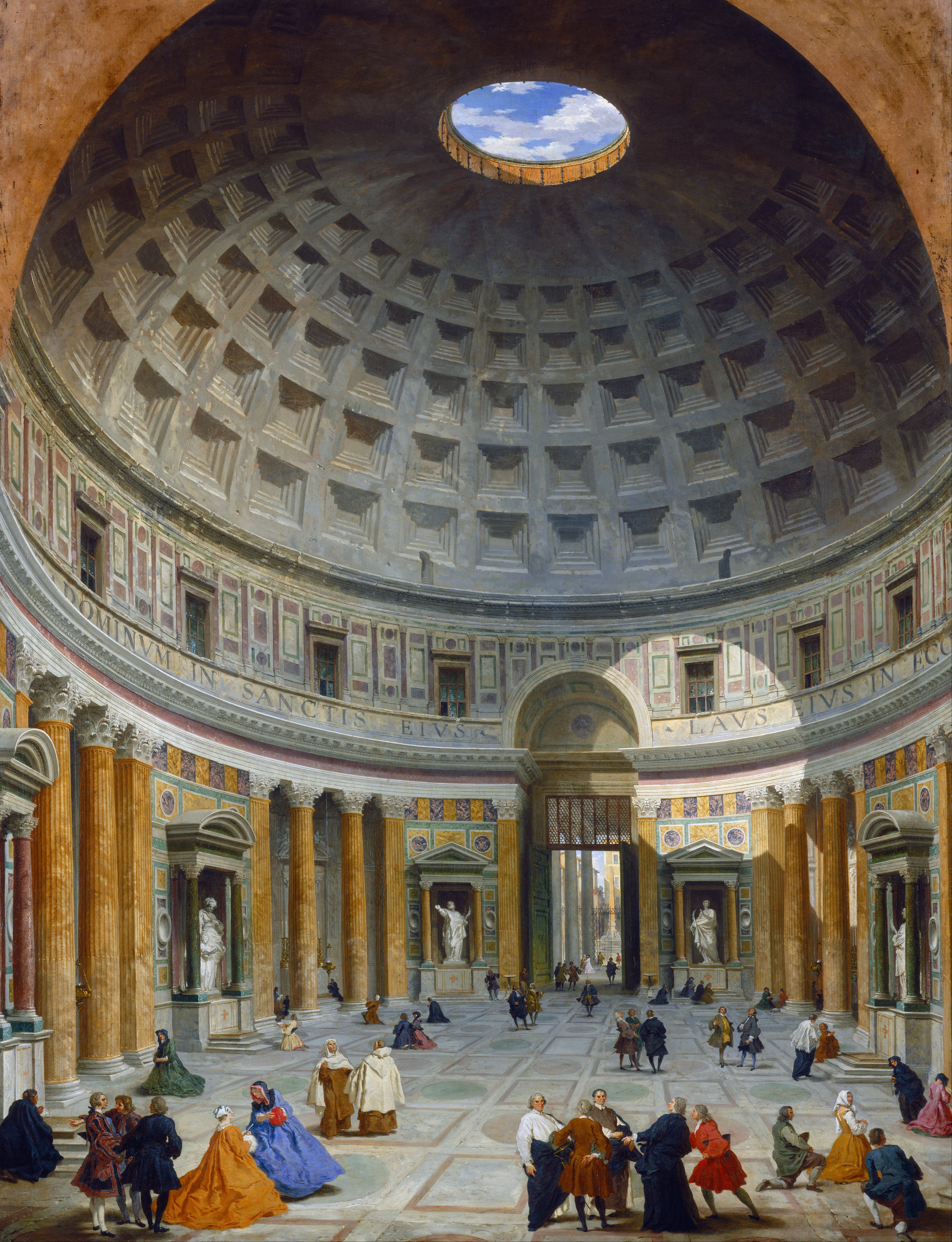
Interiorul cupolei Pantheonului în secolul XVIII - pictură a lui Giovanni Paolo Panini
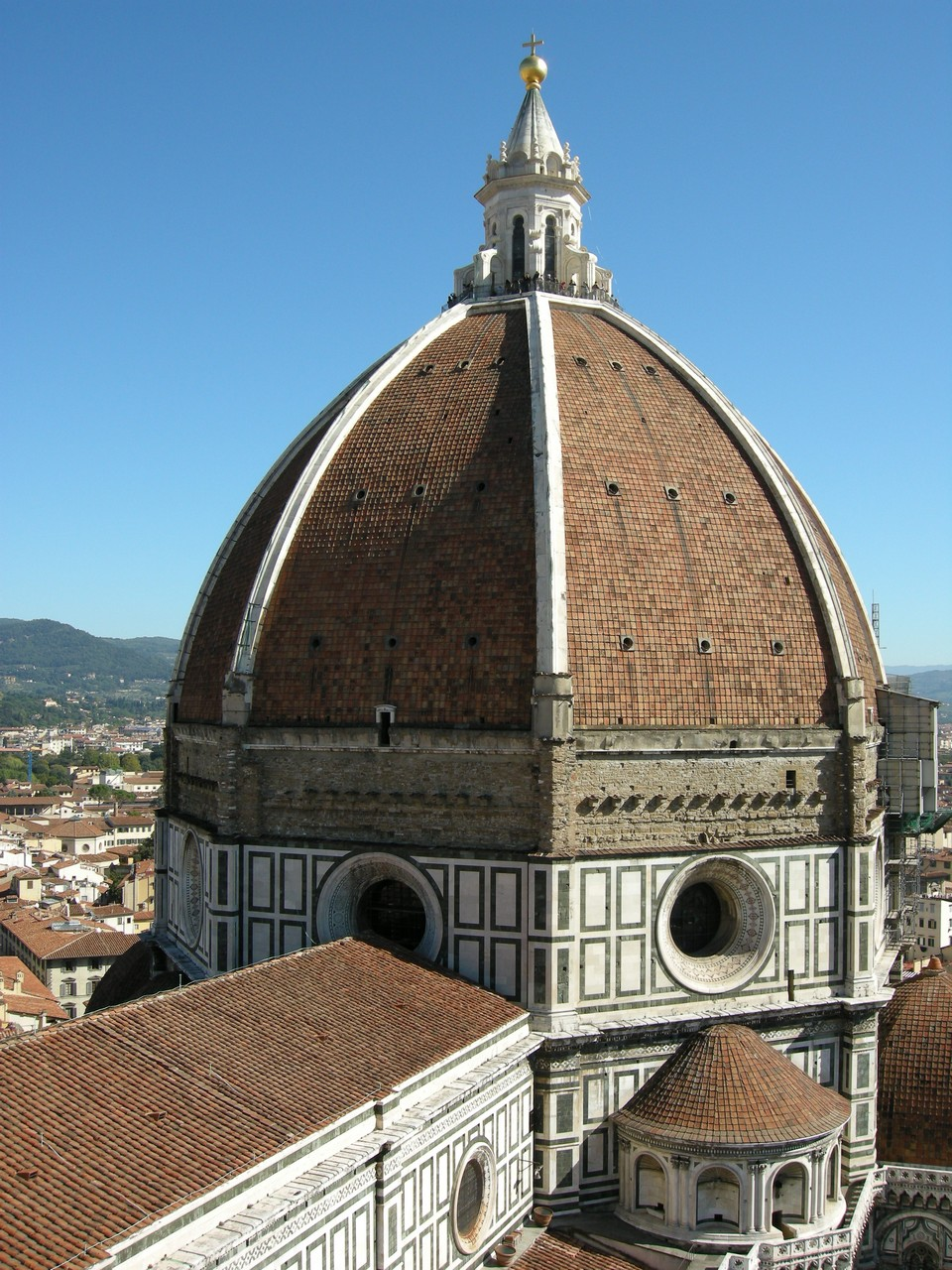
Cupola Domul Santa Maria del Fiore din Florența, operă a lui Filippo Brunelleschi